# Kista
 (avril 2023).
Si vous disposez d'ouvrages ou d'articles de référence ou si vous connaissez des sites web de qualité traitant du thème abordé ici, merci de compléter l'article en donnant les références utiles à sa vérifiabilité et en les liant à la section « Notes et références ».
Kista est un quartier, ancien district du Sud de Stockholm, en  Suède.

## Situation
Située au nord-ouest du centre de Stockholm, Kista est traversée et desservie par la ligne de métro 11 reliant Kungsträdgården à Akalla. Kista est située à 30 minutes en voiture de l'aéroport de Stockholm-Arlanda.
Le nom de Kista vient de celui d'une ferme encore existante. Kista est surnommée la « Silicon Valley » suédoise ou Chipsta (du mot anglais chip, puce électronique en français) depuis les années 1980 et l'implantation massive de l'industrie électronique. Le mot kista signifie cercueil en suédois mais se prononce différemment que l'on se réfère à la boîte mortuaire ou au district.[réf. nécessaire]

## Organisation
La ligne de métro, orientée nord-sud, sépare Kista en deux. La partie Ouest est résidentielle et la partie Est rassemble des entreprises de télécommunications et d'informatique. On y trouve aussi l'Université-IT (technologie de l'information) qui est un établissement commun à l'institut royal de technologie (KTH) et à l'université de Stockholm.
Au niveau de la station de métro s'élève le Kista Science Tower, le plus grand gratte-ciel de Stockholm culminant à 128 m.
Les rues de Kista portent le nom de lieux danois. Le district de Kista est formé de quatre quartiers : Kista, Akalla, Hansta et Husby.

## Histoire
Il fusionne avec celui de Rinkeby en 2007 pour former le district de Rinkeby-Kista.

## Économie et industrie
La zone industrielle de Kista s'est développée au début des années 1970 avec l'implantation de compagnies telles que SRA (Svenska Radio Aktiebolaget, maintenant filiale d'Ericsson), Rifa (qui deviendra Ericsson Microelectronics puis Infineon Technologies) et IBM Svenska AB (filiale suédoise de l'entreprise américaine). L'activité de cette zone a beaucoup souffert de la crise des télécommunications à la fin des années 1990.[réf. nécessaire]
On y compte également de nombreuses firmes de l'industrie automobile, parmi lesquelles Renault, qui y a ouvert le siège de sa filiale Renault Nordic en 2007.

## Galerie

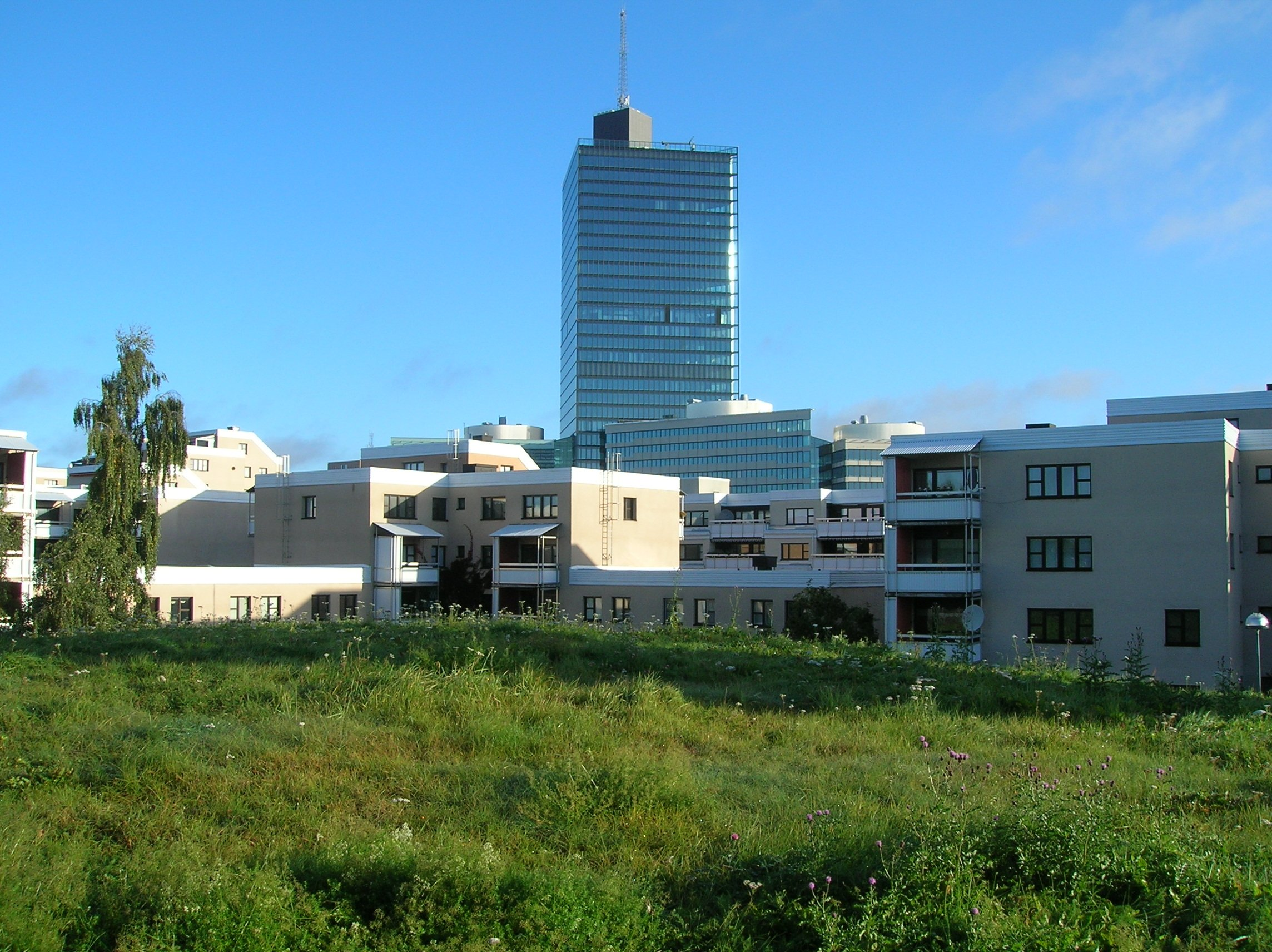
Vue de la tour de la science.
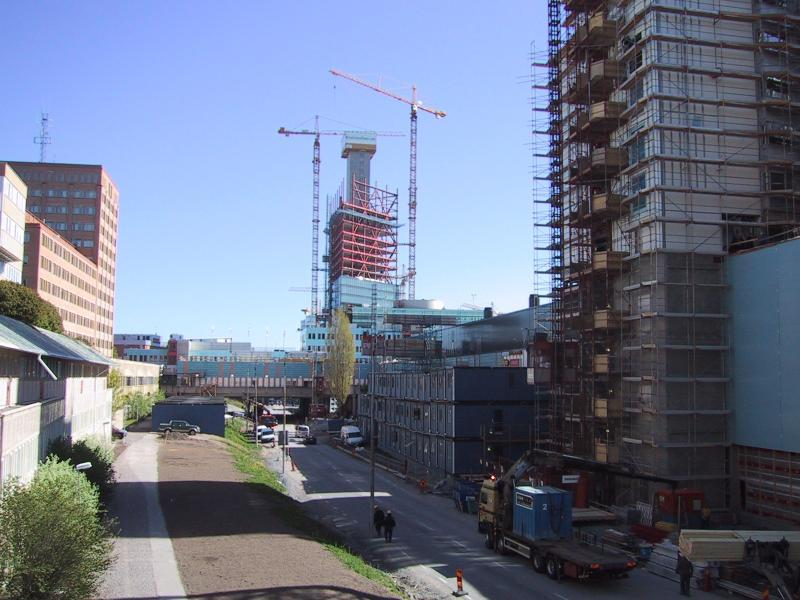
Vue de la zone industrielle en construction.
Kista parmi les districts de Stockholm.